# Philippe Boesmans
Philippe Boesmans   (Tongeren, 17 de maig de 1936 - Brussel·les, 10 d'abril de 2022) va ser un compositor belga.

## Biografia
Boesmans va estudiar piano al Conservatori de Lieja, on també va conèixer tècniques de composició serial per part de Pierre Froidebise. No obstant això, va ser només després d'entrar en contacte amb el "Grup de Lieja" (Henri Pousseur, André Souris i Célestin Deliège) el 1957 quan va començar a escriure música, com a compositor autodidacta. A partir de 1962 va participar en produccions del Centre de Recerques Musicals de Valònia, col·laborant amb Pousseur. També va estar actiu com a pianista amb el conjunt Musique Nouvelle. També el 1962 es va convertir en productor de la Radio Télévision Belge de la Communauté Française (RTBF), treballant amb l'orquestra de la ràdio. A partir d'aquesta experiència va aprendre molt sobre composició i orquestració de música. Va seguir un ràpid reconeixement i l'any 1971 va guanyar el Prix Itàlia per la seva composició Upon La-Mi (Visscher 2001).
Va treballar com a productor per la RTBF i va ser compositor resident del Théâtre de la Monnaie a Brussel·les.

## Obres
Òpera
- La Passion de Gilles (1983); amb llibret de Pierre Mertens.
- Reigen (1993); basada en La Ronde d'Arthur Schnitzler.
- Wintermärchen (1999); basada en Conte d'hivern de William Shakespeare.
- Julie (2005); basada en La senyoreta Júlia d'August Strindberg
- Yvonne, princesse de Bourgogne (2009); basada en Iwona, księżniczka Burgunda de Witold Gombrowicz
- Poppea e Nerone (2012); orquestració per a orquestra moderna de L'incoronazione di Poppea, de Claudio Monteverdi.
- Au monde (2014), amb llibret de Joël Pommerat
- Pinocchio (2017), amb llibret de Joël Pommerat a partir de Les aventures de Pinotxo, de Carlo Collodi

Altres
- Concert per a violí (1980)
- Quartet de cordes núm. 1 (1988)
- Surfing per a viola i orquestra (1990)
- Love and Dance Tunes per a baríton i piano (1993); Sonets de Shakespeare musicats
- Summer Dreams, Quartet de cordes núm. 2 (1994)